# Warandeloop (België)
De Warandeloop van Kemmel is een hardloopwedstrijd die sinds 1990 ieder jaar op de eerste zaterdag van september wordt georganiseerd in het West-Vlaamse dorp Kemmel (Heuvelland). Er worden drie afstanden gelopen: de drie kilometer voor de jonge lopertjes, de zes kilometer en de 12 kilometer prestatieloop. Het parcours is op zijn minst vrij lastig te noemen. De organisatie is in handen van het plaatselijke feestcomité. In 2006 is deze heuvelloop al aan zijn 17de editie toe. Deze wedstrijd kadert in het jaarlijkse kermisprogramma van het dorp Kemmel.

## Parcours 12km
Na een korte passage van 100m langs de Dries (het met gras bezaaide Kemmelse dorpsplein), overbrugt het peloton een afstand van 500 meter door het prachtige Warandepark waar tevens het huidige gemeentehuis van de gemeente Heuvelland staat. Na de Warande begint het geleidelijk aan bergop te lopen. Na zo'n 300m licht geklommen te hebben draaien de lopers rechtsop voor 230 meter steil bergop, op de flank van de Kemmelberg. Dit is de traditionele scherprechter in de wedstrijd. Daarna gaat het voortdurend bergafwaarts (over 940 meter) tot aan de finish op de Dries in Kemmel dorp.
Dit rondje is exact 2070 meter lang en dient zes maal te worden afgelegd. Dit brengt de totale afstand van deze heuvelloop op 12 kilometer en 420 meter. Deze wedstrijd is behoorlijk lastig aangezien zes maal geklommen dient te worden. In de afdaling naar Kemmel dorp toe kan gerecupereerd worden. Alhoewel... dalen is soms ook knap lastig.
Voor de winnaars van ereplaatsen van elke reeks zijn mooie natura- en geldprijzen weggelegd. Elke deelnemer krijgt een aandenken.